# Islas Po Toi
Islas Po Toi (en chino tradicional, 蒲台羣島; pinyin, Putai Qundao, originalmente 蒲苔羣島) son un pequeño grupo de islas con una población de alrededor de 200 personas, al sureste de Isla de Hong Kong, cerca de Stanley, en la Región Administrativa especial de Hong Kong, al sur de China.
Las islas se caracterizan por formaciones rocosas interesantes y restaurantes de mariscos al aire libre. Existen algunos grabados rupestres.
Las islas Po Toi incluyen:
- Isla Po Toi (蒲台島, originalmente 蒲苔島) - 3.69 km²
- Roca Castillo (螺洲白排)
- Lo Chau (螺洲, Isla Beaufort)
- Mat Chau (墨洲), una isleta cerca de la Isla Po Toi
- Mat Chau Pai (墨洲排),  una isleta cerca de la Isla Mat Chau
- Sai Pai (細排)
- San Pai (散排)
- Sung Kong (宋崗)
- Tai Pai (大排)
- Isla Waglan (橫瀾島)